# فرناندو هرنانديز (لاعب كرة يد)
فرناندو هرنانديز (بالإسبانية: Fernando Hernández Casado)‏ (24 فبراير 1973 ببلد الوليد في إسبانيا - ) هو لاعب كرة يد إسباني. شارك في الألعاب الأولمبية الصيفية 2004 والألعاب الأولمبية الصيفية 1996. ولعب مع أديمار ليون.

## وصلات خارجية
- فرناندو هرنانديز على موقع الاتحاد الأوروبي لكرة اليد (الإنجليزية)
- فرناندو هرنانديز على موقع أوليمبيديا (الإنجليزية)